# Francis Spencer
Francis Almeric Spencer (26 décembre 1779 - 10 mars 1845) est un pair britannique, titré baron Churchill et un homme politique whig de la Famille Spencer.

## Biographie
Né Francis Almeric Spencer, il est le deuxième fils de George Spencer (4e duc de Marlborough) et son épouse, Caroline. De 1801 à 1815, il est député d'Oxfordshire et, après avoir pris sa retraite des Communes, est élevé à la pairie sous le nom de baron Churchill, de Wychwood, dans le comté d'Oxford.
Il épouse Frances FitzRoy, fille d'Augustus FitzRoy (3e duc de Grafton), le 25 novembre 1800. Il meurt en 1845 et son fils aîné, Francis George Spencer, lui succède. Son troisième fils est le général Augustus Spencer (en).